# Décès en mai 1960
Décès
- 1956
- 1957
- 1958
- 1959
- 1960
- 1961
- 1962
- 1963
- 1964

Pour une information complémentaire, voir la page d'aide.

| Date   | Nom          | Pays                   | Activités                               | Âge | Source |
| ------ | ------------ | ---------------------- | --------------------------------------- | --- | ------ |
| 27 mai | George Zucco | Drapeau du Royaume-Uni | Acteur et metteur en scène britannique. | 74  |        |